# Обсерватория Лулинь
Обсерватория Лулинь — астрономическая обсерватория, основанная в 1999 году на горе Лулинь, в центральной части острова Тайвань. Обсерватория принадлежит Институту астрономии Национального центрального университета.

## Инструменты обсерватории
- LOT (Lulin One-meter Telescope) (D=1 м, f/8), системы Кассегрена
- SLT (D=0.40-m, f/8.8), системы Ричи — Кретьена
- 76-cm (f/9) Super Light Telescope (SLT) производства компании RC Optical Systems (англ.)
- Четыре роботизированных телескопа проекта TAOS (D=0.50-m, f/1.9)
- LELIS (Lulin Emission Line Imaging Survey) — 3 фотообъектива Canon (D=11см) с тремя фильтрами: H-альфа, [OIII] и [SII].

## Направления исследований
- Поиск комет и астероидов
- Наблюдения покрытий звёзд астероидами
- Поиск крупных остатков вспышек сверхновых

## Основные достижения
- Открытие кометы C/2007 N3 (Лулинь)
- Открытие около 700 новых астероидов
- 82048 астрометрических измерений опубликовано с 2002 по 2010 года[1]

- Участие в проектах:

- Taiwan-America Occultation Survey (TAOS, англ.) — наблюдения покрытий звезд астероидами
- Lulin Emission Line Imaging Survey (LELIS) — поиск крупных остатков вспышек сверхновых
- LUlin Sky Survey (LUSS) — Поиск комет и астероидов